# Биркенхайде
Биркенхайде (нем. Birkenheide) — община в Германии, в земле Рейнланд-Пфальц. 
Входит в состав района Рейн-Пфальц. Подчиняется управлению Максдорф.  Население составляет 3159 человек (на 31 декабря 2010 года). Занимает площадь 2,93 км².